# Philoscia pubescens
Philoscia pubescens là một loài chân đều trong họ Philosciidae. Loài này được Dana miêu tả khoa học năm 1853.